# Eucynorta albipustulata
Eucynorta albipustulata is een hooiwagen uit de familie Cosmetidae.